# Fakolit
Fakolit – niewielka forma intruzji magmowej  ze skał plutonicznych i subwulkanicznych w kształcie soczewki, występująca zgodnie z ułożeniem sfałdowanych warstw skalnych. Występuje  najczęściej na przegubach antyklin rozdzielając sfałdowane warstwy skał starszych. Należy do intruzji zgodnych dostosowując się swoim przebiegiem do ułożenia warstw, w których występuje. Cechą charakterystyczną jest brak widocznego powiązania z ogniskiem magmowym.